# Жак Реда
Жак Реда (на френски: Jacques Réda) е френски поет и джаз критик.

## Биография и творчество
Роден е на 24 януари 1929 г. в Люневил, департамент Мьорт е Мозел, североизточна Франция.
Между 1987 и 1996 г. е главен редактор на „Nouvelle Revue Française“ (1975).
Жак Реда е поет, прозаик, редактор и джаз журналист. Вътрешен рецензент на издателство Gallimard. Редовно сътрудничи на Jazz Magazine след 1963 г.
Реда пътува с „бавни“ превозни средства като влак и автобус, пътува също пеша или с мотопед. Многократно е хвалена „бавността“ на неговата поезия. Даниел Ларанж подчертава финия и дискретен начин, по който градското пространство се поставя в поезията му в услуга на един поетичен и теологичен размисъл, особено в Rue de Terre-Neuve.
На български език негови преводачи са Николай Кънчев и Иван Бориславов.

## Признание
През 1997 г. става носител на Голямата награда за поезия на Френската академия (Grand prix de poésie de l'Académie française), а през 1999 г. получава наградата „Гонкур“ за поезия.